# Aleksandr Bulanov
Aleksandr Bulanov, né le 26 décembre 1989, est un athlète russe spécialisé dans le lancer du poids. 

## Biographie
Au début de sa carrière, il obtient l'or aux Championnats d'Europe juniors d'athlétisme 2007 et l'argent aux Championnats du monde juniors d'athlétisme 2008. Il remporte la médaille de bronze aux Universiade d'été de 2015.

## Dopage
Boulanov a été testé positif à la méthandrosténolone, un stéroïde anabolisant, lors d'un contrôle hors compétition le 10 juillet 2009, ce qui lui a valu une sanction de deux ans d'interdiction de sport.
L'interdiction devant se terminer le 20 juillet 2011.

## Palmarès
| Année                  | Compétition                    | Lieu                   | Position               | Épreuve                | Notes                  |
| Représentant la Russie | Représentant la Russie         | Représentant la Russie | Représentant la Russie | Représentant la Russie | Représentant la Russie |
| ---------------------- | ------------------------------ | ---------------------- | ---------------------- | ---------------------- | ---------------------- |
| 2007                   | Championnats d'Europe juniors  | Hengelo (Pays-Bas)     | 1er                    | Lancer du poids (6 kg) | 19,95 m                |
| 2008                   | Championnats du monde juniors  | Bydgoszcz (Pologne)    | 2e                     | Lancer du poids (6 kg) | 20,14 m                |
| 2013                   | Championnats d'Europe en salle | Göteborg (Suède)       | 6e                     | Lancer du poids        | 19,70 m                |
| 2015                   | Universiade d'été              | Gwangju (Corée du Sud) | 3e                     | Lancer du poids        | 19,84 m                |